# Acanthoscurria parahybana
Acanthoscurria parahybana är en spindelart som beskrevs av Cândido Firmino de Mello-Leitão 1926. 
Acanthoscurria parahybana ingår i släktet Acanthoscurria och familjen fågelspindlar. Inga underarter finns listade i Catalogue of Life.